# Triumfetta dioica
Triumfetta dioica är en malvaväxtart som beskrevs av T. S. Brandegee. Triumfetta dioica ingår i släktet triumfettor, och familjen malvaväxter. Inga underarter finns listade i Catalogue of Life.